# Bazeilles-sur-Othain
Bazeilles-sur-Othain ist eine französische Gemeinde mit 109 Einwohnern (Stand: 1. Januar 2022) im Département Meuse in der Region Grand Est (bis 2015 Lothringen). Sie gehört zum Arrondissement Verdun und zum Kanton Montmédy.

## Geografie
Bazeilles-sur-Othain liegt im Norden der Region Grand-Est am Fluss Othain an der Grenze zu Belgien.

## Bevölkerungsentwicklung
| Jahr                       | 1962 | 1968 | 1975 | 1982 | 1990 | 1999 | 2006 | 2019 |
| Einwohner                  | 118  | 118  | 109  | 96   | 72   | 91   | 97   | 115  |
| Quellen: Cassini und INSEE |      |      |      |      |      |      |      |      |

## Sehenswürdigkeiten

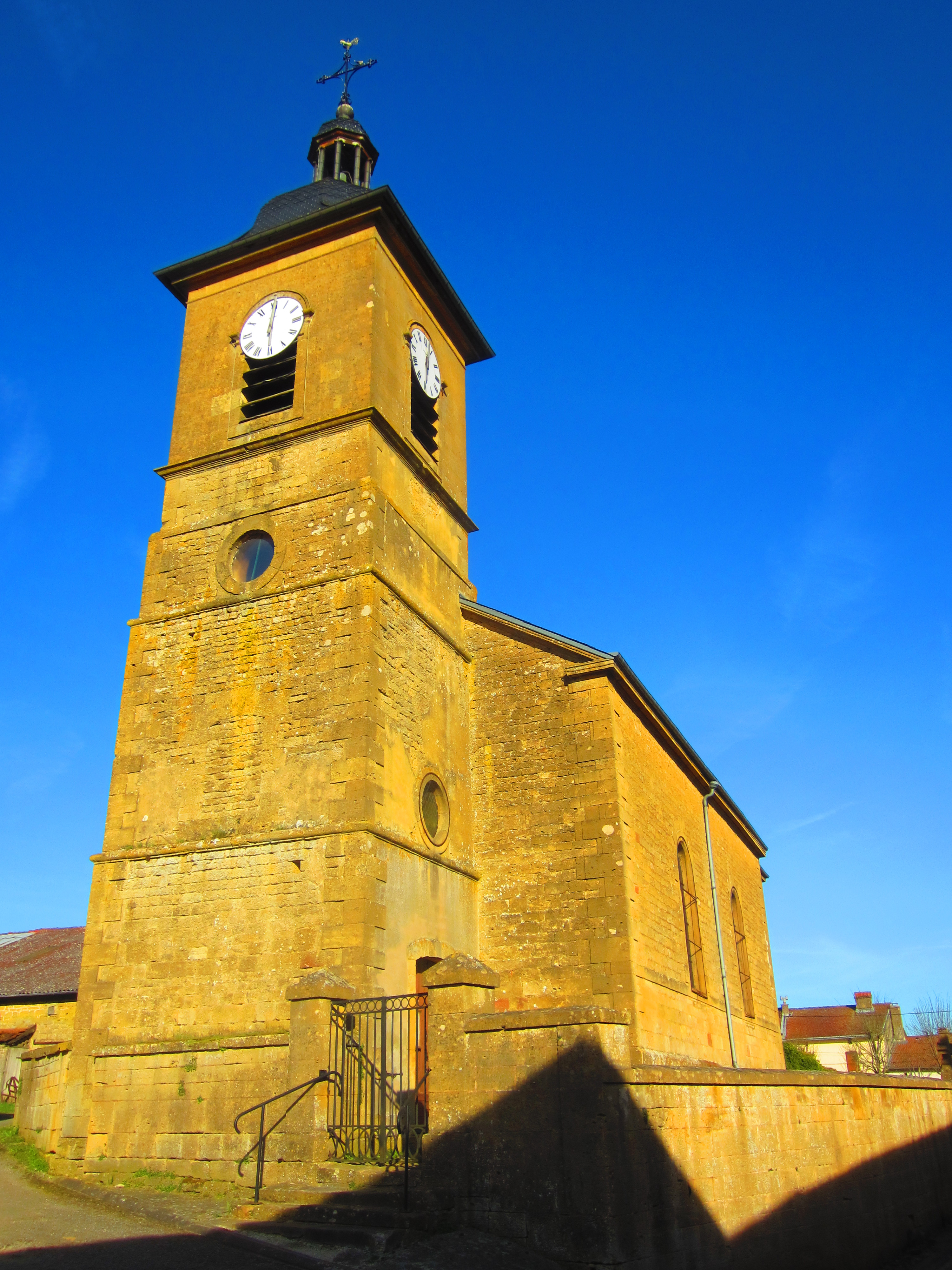
Kirche Saint-Martin

- Kirche Saint-Martin von 1755
- Waschhaus aus dem 19. Jahrhundert